# Torneio Nike/Coca-Cola 2001
O Torneio Internacional de Guadalaraja, também conhecido como Torneio Nike / Coca-Cola 2001 devido a direitos de nome. e No Brasil foi chamado de Torneio do México, foi um torneio amistoso realizado em 2001 no México, nas cidades de Guadalajara e Cidade do México, e vencido pelo Cruzeiro nos pênaltis.

## Edição de 2001
O Cruzeiro, que derrotou o América por 3 a 0 e classificou-se para a final do Torneio Internacional de Guadalaraja. Na vitória do Cruzeiro, marcaram Oséas, Ricardinho e Alan. 
O Cruzeiro sagrou-se campeão do torneio quadrangular Coca Cola/Nike ao vencer o Atlas, do México, por 6 a 5 na decisão por pênaltis, no Estádio Jalisco, em Guadalajara.

## Equipes participantes
| Clubes Participantes          |
| ----------------------------- |
| 1ª Colocado Cruzeiro - Brasil |
| 2º Colocado Atlas - México    |
| 3º Colocado América - México  |
| 4ª Colocado Santos - Brasil   |

## Jogos
|  | Semifinais | Semifinais |       |         | Final          | Final |  |
|  |            |            |       |         |                |       |  |
|  |            |            |       |         |                |       |  |
|  | Cruzeiro   | 3          |       |         |                |       |  |
|  | América    | 0          |       |         |                |       |  |
|  |            |            |       |         |                |       |  |
|  |            |            |       |         |                |       |  |
|  |            |            |       |         | Cruzeiro       | 2 (6) |  |
|  |            | Atlas      | 2 (5) |         |                |       |  |
|  |            |            |       |         |                |       |  |
|  |            |            |       |         |                |       |  |
|  |            |            |       |         | Terceiro lugar |       |  |
|  |            |            |       |         |                |       |  |
|  | Atlas      | 2          |       | América | 1 (5)          |       |  |
|  | Santos     | 0          |       |         | Santos         | 1 (3) |  |

## Campeão
| Torneio do México / Nike/Coca-Cola |
| ---------------------------------- |
| CRUZEIRO Campeão (1º título)       |